# Crocyniaceae
Crocyniaceae M. Choisy ex Hafellner (1984) es una familia de líquenes crustáceos del orden Lecanorales,  cuyo único género, Crocynia, se caracteriza por desarrollar un talo crustáceo de aspecto algodonoso. La reproducción sexual se lleva a cabo únicamente por parte del hongo a través de ascosporas hialinas y aseptadas. Su distribución es exclusivamente tropical y suele crecer sobre la corteza de los árboles.